# Erol Günaydin
Erol Günaydin (Akçaabat, 16 april 1933 – Istanboel, 15 oktober 2012) was een Turks acteur.  

## Filmografie
- Yesil kurbagalar (1960)
- Yaman gazeteci (1961)
- Yilanlarin öcü (1962), niet op aftiteling
- Batti balik (1962)
- Yedi kocali Hürmüz (1963)
- Iki gemi yan yana (1963)
- On güzel bacak (1964)
- Erkek sözü (1964)
- Güzel bir gün için (1965)
- Isyancilar (1966)
- Ölüm tarlasi (1966)
- Pembe kadin (1966)
- Esrefpasali (1966)
- Kovboy Ali (1966)
- Kibar haydut (1966)
- Zehirli çiçek (1967)
- Çelik bilek (1967)
- Sinekli bakkal (1967)
- Yarin cok gec olacak (1967)
- Casus Kiran (1968)
- Intikam yemini (1969)
- Vur patlasin çal oynasin (1970)
- Casus kiran - yedi canli adam (1970)
- Tatlim (1973)
- Hamsi Nuri (1973)
- Ben dogarken ölmüsüm (1973)
- Yeryuzunde bir melek (1973)
- Dügün (1973)
- Yilmayan seytan (1973)
- Diyet (1974)
- Ayikla beni Hüsnü (1975)
- Tokmak Nuri (1975)
- Bes milyoncuk borç verir misin? (1975)
- Renkli dünya (1980)
- Pehlivan (1985)
- Yaygara 87 (1986)
- Aga baci (video) (1986)
- Aci lokma (1986)
- Kiratli Süleyman (1986)
- Opération Ypsilon (1987)
- Aile pansiyonu (1987)
- Karartma geceleri (1990)
- Menekse Koyu (1991)
- Ömerçip (2003)
- Pardon (2005)
- Ilk ask (2006)
- Kinali kuzular: Bedeli Çanakkale'de ödendi (2006)
- O kadin (2007)
- Beyaz melek (2007)
- Destere (2008)
- Nekrüt (2008)
- 7 kocali Hürmüz (2009)
- Kanal-i-zasyon (2009)
- Orada (2009)
- Lodos (2009)
- Günesi gördüm (2009)
- En Mutlu Oldugum Yer (2010)

## Televisieseries
- Çiçek taksi (1995)
- Tatli kaçiklar (1996)
- Cennet mahallesi (2004)
- Hirsiz polis (2005)
- Sinekli bakkal (2007)
- Akasya duragi (2008-2010), 44 afleveringen